# 利府町
利府町（日语：／ Rifu chō */?）是位於日本宮城縣中部的町，隸屬於宮城郡，其人口數在縣內的町行政區中位居第二。轄區大致位於仙台平原的中央，其周邊被丘陵包圍，東邊則面向松島灣。由於利府町距離仙台市僅約30分鐘的通勤時間，因此發展成仙台市的睡城。當地的住宅集中在利府車站的周圍地區，以及近年來為因應人口成長而在西北部與東北部等地興建的團地。

## 地理
利府町境內約40.6%的面積被山林覆蓋，10.4%的土地為農業用地。北部與西部坐落著海拔100至200公尺的富谷丘陵，東部為海拔100至200公尺的松島丘陵的森林，東南邊為海拔70至80公尺的鹽釜丘陵，東北邊的濱田與須賀地區的海灣則為谷灣地形。境內的農田多分佈在向西南邊延伸的利府線沿線的平原地區。砂押川流經中心地的城鎮中心旁並往南流，其支流勿來川、藤田川、榎川、 橫枕川等河也流經町内。

### 氣候
根據統計，1991年至2020年利府町的年均溫為11.8℃，年均降雨量為1175毫米，風向則多為西北風。

## 歷史
利府町在古時會將生長在當地的紅鱗扁莎（莎草）編織成草蓆，並將草蓆上貢給都城。由於這些草蓆是由10條繩線編織而成，因此當地被稱為「十符之里」。而境內的春日與赤沼地區發掘出許多奈良時代至平安時代生產瓦片與須惠土器的窯跡，顯示該地為陸奧國的國府多賀城重要的瓦片生產地。
天正18年（1590年），黑川晴氏因未參與小田原之戰而被豐臣秀吉沒收領地，而後在留守政景力保下成為留守氏的家臣。而留守政景以境內的利府城為根據地長達約20年。江戶時代，利府地區作為奧州街道沿途的宿場町而發展。
明治22年（1889年），日本在當地實施町村制，並將境內設的神谷澤村、菅谷村、飯土井村、澤乙村、利府本鄉村、森鄉村、春日村與赤沼村合併成利府村。昭和42年（1967年）10月1日，利府村改制成現今的利府町。
2011年3月11日發生的東日本大震災在利府町引發震度6弱的地震，並造成46人死亡、54棟住宅全毀與808棟住宅半毀，

## 行政
現任町長熊谷大於2022年2月在選舉中成功連任，其任期將持續至2026年3月。

## 經濟
根據日本2017年的國勢調查統計，利府町的就業人口中有1.9%從事第一級產業，22.8%的就業人口從事第二級產業，其餘的75.3%則從事第三級產業。當地的農業以種植稻米、利府梨等農產品為主，但近年來從事農業的人數與農作物的耕地皆逐年減少。

## 教育
利府町内共有6所小學校與3所中學校。根據2023年5月的統計，境內的小學校學生總人數為2063名，而中學校共有1107名學生。

## 交通
國道45號、仙台北部道路與三陸沿岸道路皆通利府町，其中利府系統交流道為三陸沿岸道路與仙台北部道路的交會處。仙台北部道路在境內設置利府白樫台交流道，三陸沿岸道路則在轄區内設置松島海岸交流道、利府中交流道與利府鹽釜交流道。鐵路方面，東日本旅客鐵道的東北新幹線、東北本線的支線利府線、仙石線和仙石東北線皆通過利府町。利府線在轄區西南部設置利府車站與新利府車站，仙石線則在東北邊設置陸前濱田站。

## 姐妹城市
利府町和以下國外城市為友好姐妹城市:
| 國家 | 城市                   | 締結日期  |
| ---- | ---------------------- | --------- |
| 法國 | 利富島（新喀里多尼亞） | 1980年4月 |